# Greece International 2008
Die Greece International 2008 im Badminton fanden vom 17. bis zum 20. Dezember 2008 in Oreokastro bei Thessaloniki statt.

## Sieger und Platzierte
| Disziplin    | Gold                          | Silber                                        | Bronze                                           |
| ------------ | ----------------------------- | --------------------------------------------- | ------------------------------------------------ |
| Herreneinzel | Hsieh Yu-hsing                | Sune Gavnholt                                 | Emil Vind                                        |
| Herreneinzel | Hsieh Yu-hsing                | Sune Gavnholt                                 | Christian Lind Thomsen                           |
| Dameneinzel  | Hung Shih-han                 | Dimitria Popstoikova                          | Linda Zechiri                                    |
| Dameneinzel  | Hung Shih-han                 | Dimitria Popstoikova                          | Solenn Pasturel                                  |
| Herrendoppel | Chien Yu-hsun Lin Yen-jui     | Chen Hung-ling Lin Yu-lang                    | Niklas Hoff Peter Mørk                           |
| Herrendoppel | Chien Yu-hsun Lin Yen-jui     | Chen Hung-ling Lin Yu-lang                    | Michael Lahnsteiner Peter Zauner                 |
| Damendoppel  | Maria Helsbøl Anne Skelbæk    | Ezgi Epice Variella Aprilsasi Putri Lejarsari | Anne Hald Louise Grimm Hansen                    |
| Damendoppel  | Maria Helsbøl Anne Skelbæk    | Ezgi Epice Variella Aprilsasi Putri Lejarsari | Lubomira Stoynova Viktoria Tsvetanova            |
| Mixed        | Chen Hung-ling Hsieh Pei-chen | Peter Mørk Maria Helsbøl                      | Yoga Ukikasah Variella Aprilsasi Putri Lejarsari |
| Mixed        | Chen Hung-ling Hsieh Pei-chen | Peter Mørk Maria Helsbøl                      | Richard Vaughan Sarah Thomas                     |